# Шарлот Търнър Смит
Шарлот Търнър Смит (на английски: Charlotte Turner Smith; 4 май 1749 – 28 октомври 1806) е английска романтична поетеса и писателка. Допринася за възраждането на английския сонет и установяването на похватите на готическия роман.
Смит публикува десет романа, три поетически антологии, четири книги за деца и други произведения. Творбите ѝ са ценени високо от съвременниците ѝ в лицето на романтиците Уилям Уърдзуърт и Самюъл Тейлър Колридж и писателя Уолтър Скот.
След 1798 г. популярността на Смит запада и към 1803 г. тя е разорена и тежко болна. Умира през 1806 г. Към средата на 19 век е почти забравена, но днес е призната като важен представител на романтизма.

## Избрани произведения
Търнър Смит няма преведени произведения на български език. Заглавията по-долу са свободен превод за Уикипедия.

### Поезия
- Elegiac Sonnets („Елегични сонети“, 1784)
- The Emigrants („Емигрантите“, 1793)
- Beachy Head and Other Poems („Бийчи Хед и други поеми“, 1807)

### Романи
- Emmeline; or The Orphan of the Castle („Емелин, или Сирачето от замъка“, 1788)
- Ethelinde; or the Recluse of the Lake („Етелинда, или Отшелникът от езерото“, 1789)
- Celestina („Селестина“, 1791)
- Desmond („Дезмонд“, 1792)
- The Old Manor House („Старото имение“, 1793)
- The Wanderings of Warwick („Пътешествията на Уоруик“, 1794)
- The Banished Man („Изгнаникът“, 1794)
- Montalbert („Монталбер“, 1795)
- Marchmont („Марчмонт“, 1796)
- The Young Philosopher („Младият философ“, 1798)

### Образователни трактати
- Rural Walks („Разходки из провинцията“, 1795)
- Rambles Farther („По-далечни разходки“, 1796)
- Minor Morals („Дребни поуки“, 1798)
- Conversations Introducing Poetry („Разговори за поезията“, 1800)
- Letters Of A Solitary Wanderer („Писмата на самотния скитник“, 1801–02)